# Івешть (Галац)
Івешть, Івешті (рум. Ivești) — село у повіті Галац в Румунії. Входить до складу комуни Івешть.
Село розташоване на відстані 177 км на північний схід від Бухареста, 49 км на північний захід від Галаца, 148 км на схід від Брашова.

## Населення
За даними перепису населення 2002 року у селі проживали 5045 осіб.
Національний склад населення села:
| Національність | Кількість осіб | Відсоток |
| -------------- | -------------- | -------- |
| румуни         | 3715           | 73,6%    |
| цигани         | 1327           | 26,3%    |

Рідною мовою назвали:
| Мова      | Кількість осіб | Відсоток |
| --------- | -------------- | -------- |
| румунська | 4350           | 86,2%    |
| циганська | 693            | 13,7%    |